# Traktat Morski
Traktat Morski (ang. The Adventure of the Naval Treaty) – jedno z opowiadań o Sherlocku Holmesie autorstwa Arthura Conana Doyle’a. Pierwsza publikacja w czasopiśmie The Strand Magazine w dwu częściach w październiku i listopadzie 1893, ilustracje wykonał Sidney Paget. Cześć zbioru Wspomnienia Sherlocka Holmesa (1894). Pisarz umieścił je na 19 miejscu na liście najlepszych przygód Holmesa.
Inny tytuł polskiego przekładu to: Tajna ugoda potęg morskich.

## Fabuła
Dawny szkolny kolega Watsona Percy Phelps, pracownik Ministerstwa Spraw Zagranicznych od swego wuja, lorda Holdhursta, ministra tego resortu, otrzymuje do skopiowania tajny układ pomiędzy Włochami i Wielką Brytanią. Układ zostaje skradziony z gmachu Ministerstwa. Złodziej niepostrzeżenie wszedł i wyszedł bocznym wejściem, bowiem budynek był pozbawiony ochrony, Holmesa zastanawia czy lordowi Holdhurstowi mogło zależeć na kradzieży. Policja jest bezsilna. Podejrzanych jest kilka osób (ministerialny portier, jego żona, urzędnik Gorot), lecz, jak się okazuje, bezpodstawnie. Holmes i Watson słyszą od lorda, że Ministerstwo wiedziałoby, gdyby jakaś obca ambasada zdobyła ów dokument. Tymczasem mimo upływu kilku tygodni w tej sprawie panuje cisza. Trudno przypuścić, że złodziej po to skradł dokument, aby go oprawić i powiesić na ścianie ironizuje minister.
Percy tak ciężko przeżywa utratę powierzonego dokumentu, że traci zdrowie, stopniowo wraca do sił pod opieką swej narzeczonej Anny Harrison. Pewnej nocy widzi on, że do jego pokoju ktoś próbuje się włamać. Intruz jest uzbrojony, zostaje jednak spłoszony. Holmes wyprawia początkującego dyplomatę w towarzystwie Watsona na Baker Street, sam zaś zastawia pułapkę na włamywacza, domyślając się jego tożsamości i zamiarów.
Podobną tematykę mają przygody Druga plama, Plany Bruce-Partington i Jego ostatni ukłon.
Ekranizacje:
1912, 1922, 1968 i 1984